# Ortonormální báze
Ortonormální báze unitárního prostoru je pojem z lineární algebry a funkcionální analýzy, označující takovou bázi prostoru, jež je ortogonální a jejíž prvky jsou navíc normované, tedy vzájemně různé prvky báze jsou na sebe kolmé a všechny prvky báze jsou jednotkové.
Tento pojem je důležitý pro konečně i nekonečně rozměrné prostory a obzvláště pak pro Hilbertovy prostory.

## Prostor konečné dimenze
Nechť {\displaystyle V} je konečně rozměrný vektorový prostor se skalárním součinem {\displaystyle \langle \cdot ,\cdot \rangle } indukující normu {\displaystyle \|\cdot \|}. Pod ortonormální bází prostoru {\displaystyle V} pak rozumíme bázi {\displaystyle B=\{b_{1},\ldots ,b_{n}\}}:
- {\displaystyle \|b_{i}\|=1} pro {\displaystyle i\in \{1,\ldots ,n\}},
- {\displaystyle \langle b_{i},b_{j}\rangle =0} pro {\displaystyle i\neq j}, kde {\displaystyle i,j\in \{1,\ldots ,n\}}.

Například následující báze (tzv. kanonická) je ortonormální bází vektorového prostoru {\displaystyle \mathbb {R} ^{3}}:
{\displaystyle {\vec {i}}={\begin{pmatrix}1\\0\\0\end{pmatrix}},{\vec {j}}={\begin{pmatrix}0\\1\\0\end{pmatrix}},{\vec {k}}={\begin{pmatrix}0\\0\\1\end{pmatrix}},}
neboť každý z těchto vektorů má jednotkovou délku a všechny vzájemně různé vektory jsou na sebe kolmé, protože jejich skalární součin je roven nule.
Základním algoritmem pro získání ortonormální báze z libovolné báze je Gramův-Schmidtův ortogonalizační proces.

## Obecný případ
V obecném případě unitárního prostoru {\displaystyle V} nekonečné dimenze, nazýváme ortonormálním systémem {\displaystyle S} ve {\displaystyle V} takový systém, jehož lineární obal leží hustě ve {\displaystyle V}.
Úplný ortonormální systém {\displaystyle S} má proto tu vlastnost, že pro každý prvek {\displaystyle v\in V} můžeme psát Fourierův rozvoj:
{\displaystyle v=\sum _{u\in S}\langle v,u\rangle u}.
Je důležité zdůraznit, že ve smyslu tohoto odstavce, v protikladu k případu s konečnou dimenzí, není ortonormální báze žádnou bází v běžném smyslu lineární algebry. To znamená, že prvek {\displaystyle v} nelze obecně zapsat jako lineární kombinaci konečného počtu bázových vektorů (prvků z {\displaystyle S}), ale jen jako sumu počitatelného nekonečného počtu prvků z {\displaystyle S}, tedy jako nekonečnou řadu. Jinými slovy: Lineární obal není roven prostoru {\displaystyle V}, leží ale hustě v tomto prostoru.